# Serra de la Cresta
La Serra de la Cresta és una serra situada al municipi de Montmajor a la comarca del Berguedà, amb una elevació màxima de 596 metres.